# Oh, Inverted World
Oh, Inverted World es el primer álbum de The Shins, lanzado el 19 de junio de 2001 bajo Sub Pop Records, obtuvo buenas aclamaciones por parte de la crítica, Omnibus Records sacó una versión inicial distribuida por Darla, luego Sub Pop repintó el vinyl. Solamente el logo de Sub Pop aparece en la imprenta del disco. El título del álbum es por la segunda canción de dicho álbum, "One by One All Day".
El álbum contiene las canciones "Caring Is Creepy" y "New Slang", las cuales aparecieron en la película de 2004, Garden State. "Oh, Inverted World" se colocó en la posición #35 en la encuesta Pazz & Jop en el 2001.
Los sencillos del álbum son "New Slang", lanzado en 2001, y "Know Your Onion!", lanzado en 2002.

## Lista de canciones
1. "Caring Is Creepy" – 3:20
2. "One by One All Day" – 4:09
3. "Weird Divide" – 1:58
4. "Know Your Onion!" – 2:29
5. "Girl Inform Me" – 2:21
6. "New Slang" – 3:51
7. "The Celibate Life" – 1:51
8. "Girl on the Wing" – 2:50
9. "Your Algebra" – 2:23
10. "Pressed in a Book" – 2:55
11. "The Past and Pending" – 5:22

- Datos: Q302585